# Pericallimyia greatheadi
Pericallimyia greatheadi är en tvåvingeart som beskrevs av Zumpt 1971. Pericallimyia greatheadi ingår i släktet Pericallimyia och familjen spyflugor.
Artens utbredningsområde är Eritrea. Inga underarter finns listade i Catalogue of Life.